# Serica curvata
Serica curvata är en skalbaggsart som beskrevs av Leconte 1856. Serica curvata ingår i släktet Serica och familjen Melolonthidae. Inga underarter finns listade i Catalogue of Life.